# Życie Podkarpackie
Życie Podkarpackie – tygodnik wydawany w województwie podkarpackim. Powstał w 1967 jako „Życie Przemyskie”, pod obecną nazwą od stycznia 1999.
Ukazuje się w środy w nakładzie 14 tysięcy egzemplarzy, na obszarze byłego województwa przemyskiego, czyli w powiatach: jarosławskim, lubaczowskim, przemyskim i przeworskim.

## Życie Przemyskie
Tygodnik powstał 8 listopada 1967 roku, z inicjatywy lokalnego PZPR jako „Życie Przemyskie”. Wybór daty był nieprzypadkowy, gdyż partia chciała w ten sposób uświetnić przypadającą wówczas rocznicę wybuchu rewolucji październikowej. Pierwszy numer pod redakcją Zbigniewa Ziembolewskiego niemal w całości był poświęcony obchodom wspomnianego wydarzenia – na łamach pojawił się nawet pierwszy konkurs dotyczącej wiedzy o rewolucji. Podobnie jak dzisiaj tygodnik kosztował 2 złote, liczył jednak 8 stron i został wydrukowany w 5 tysiącach egzemplarzy. Dla porównania „Nowiny Rzeszowskie” kosztowały wówczas 50 groszy. Przez pierwszych kilka lat „Życie Przemyskie” miało charakter gazety miejskiej, skupiając się głównie na opisywaniu wydarzeń mających miejsce w Przemyślu. Wysoka cena sprawiła, że była kupowana głównie przez zamożną ludność.
„Życie Przemyskie” aż do 1979 roku miało charakter tygodnika społecznego, a przynajmniej takie określenie zawierała czołówka gazety. Pełniła ona wówczas rolę tuby propagandowej władz miasta – poniekąd było to jednak usprawiedliwione faktem, że tytuł przez kilka pierwszych lat był nie przynosił zarobku, a deficytowy wówczas papier, na którym był drukowany był formą przyznawanej pomocy ze strony wydawcy – RSW Prasa-Książka-Ruch.
Pomimo silnych nacisków partyjnych związanych przede wszystkim z narzucaniem tematyki w następnym roku nakład tygodnika przekroczył 8 tysięcy. W 1972 roku było już 10 tysięcy, by w połowie lat 70. XX wieku osiągnąć stabilną przez długi czas liczbę 15 tysięcy. Największą popularnością „Życie Przemyskie” cieszyło się na początku lat 80. XX wieku, kiedy to sprzedawało się średnio w 28 tysiącach egzemplarzy. Rekord padł w grudniu 1980 roku, kiedy to sprzedało się 31120 egzemplarzy. Zwroty w tych latach przeciętnie wynosiły ok. 4%, a w czasach szczytowej popularności spaść do 0,4%.
Prawdopodobnie było to spowodowane brakiem konkurencji. Jednocześnie dużą popularnością cieszyły się stałe rubryki: Z urzędu stanu cywilnego, Zza kratek czy dość kontrowersyjne wówczas Podkasane Dziewczyny – cykl fotografii mający poniekąd kontynuację we współczesności. Bogata i różnorodna zawartość równoważona była bardzo długim, nawet jak na standardy tygodnika, cyklem redakcyjnym. Od zamknięcia numeru do ukazania się go w sprzedaży mijało 9 dni, dziennikarz musiał zaś czekać na wydrukowanie tekstu 15 dni. Mankament ten zniknął dopiero w latach 90. XX wieku
Kluczowym dla tygodnika okresem była połowa lat 70. XX wieku i reforma terytorialna kraju, która sprawiła, że z periodyku lokalnego przekształciła się w medium wojewódzkie. Reforma sprawiła, że tytuł docierał do wszystkich gmin województwa. Kolejnym przełomowym momentem był upadek PRL-u. W 1991 roku, po zakończeniu działalności przez Komisję Likwidacyjną RSW tytuł zaczął być wydawany pod egidą spółki Ziemia Przemyska. 10 procent udziałów trafiło do Urzędu Miejskiego. Rok później już całość udziałów należała do trzech założycieli spółki, którzy pozostają niej oraz w redakcji do dziś: Mikuły, Gwiazdonia i Wilguckiego.
Lata 90. XX wieku to kolejne zawirowania w nakładzie. Początkowo mały, systematycznie rósł – 1995 rok to 12 tys., potem kolejno: 14, 17, 19, 20 i w końcu 24 tysiące egzemplarzy na przełomie wieków. W porównaniu do czasów PRL-u znacznie wzrosła liczba zwrotów niesprzedanych egzemplarzy – w różnych okresach zwracano ok. 15–20%. 

## Życie Podkarpackie
W styczniu 1999 roku w związku z kolejną zmianą administracyjną tygodnik zmienił swoją nazwę – zaczął ukazywać się jako „Życie Podkarpackie”. Zmiana nazwy pociągnęła za sobą również zmianę szaty graficznej, która na dobrą sprawę utrzymała się do dziś. Logo – niebiesko-czerwony napis „Życie podkarpackie” – jest bezpośrednim rozwinięciem poprzedniego. Zachowanie ciągłości tego typu pozwoliło zmienić nazwę bez utraty czytelników. Nie bez znaczenia był tu również lokalny charakter tygodnika i przyzwyczajenie do niego czytelników.
Na pewno przyczyniło się do tego pojawienie się konkurencji – największą dla „Życia” są i były „Nowiny”. Są one gazetą regionalną ukazującą się codziennie od poniedziałku do piątku, od ponad 50 lat na terenie województwa podkarpackiego oraz części wschodniej województwa świętokrzyskiego. To obecnie najchętniej czytany dziennik na Podkarpaciu. W konkurencji z nim zaletą „Życia” jest jednak bardziej lokalny charakter, który sprawia, że zyskał on sobie dobrą pozycję przede wszystkim dla miejscowych, małych przedsiębiorców – i jak twierdzi redakcja – ci, obok lokalnych dystrybutorów większych firm są głównymi reklamodawcami. Drugą grupą są drobni, indywidualni ogłoszeniodawcy, którym zależy przede wszystkim na dotarciu do lokalnych interesantów. Także ci częściej wybierają Życie.
Dziś gazeta osiągnęła nakład rzędu 14 tysięcy, zatrudniając około 15 osób. Obecnie liczba zwrotów niesprzedanych egzemplarzy wynosi ok. 40%.
„Życie Podkarpackie” często stawia się w roli patrona mediowego imprez kulturalnych w Przemyślu. Wystarczy wymienić tu m.in. Dni Przemyśla czy chociażby Wielkie Manewry Szwejkowskie. Da się również odczuć aktywną postawę tygodnika w promowaniu lokalnej kultury i sportu. Działy te (szczególnie ten ostatni) zajmują w gazecie stosunkowo dużo miejsca.

## Redaktorzy naczelni
1967–1981. Zbigniew Ziembolewski.
1981–1983. Leonard Czajka.
1983–1985. Zbigniew Ziembolewski.
1985–1991. Zygmunt Marciak.
1991. Jacek Borzęcki.
1991– nadal Artur Wilgucki.